# Stazione di Kaitaichi
La stazione di Kaitaichi (海田市?, Kaitaichi-eki) è una stazione ferroviaria situata nella cittadina di Kaitaichi, nella prefettura di Hiroshima in Giappone. Si trova lungo la linea principale Sanyō e la linea Kure, entrambe gestite dalla JR West.

## Linee e servizi
JR West
■ Linea principale Sanyō
■ Linea Kure

## Caratteristiche
La stazione è dotata di due marciapiedi a isola e uno laterale con cinque binari in superficie. La stazione supporta la bigliettazione elettronica ICOCA ed è dotata di tornelli di accesso.
| 1 | ■ Linea principale Sanyō | per Mihara, Fukuyama e Okayama |
| 2 | Binario di servizio      |                                |
| 3 | ■ Linea principale Sanyō | per Hiroshima e Iwakuni        |
| 4 | ■ Linea Kure             | per Kure e Takehara            |
| 5 | ■ Linea Kure             | per Hiroshima e Miyajimaguchi  |

## Stazioni adiacenti
| «                                | Servizio               | »                      |
| Linea principale Sanyō           | Linea principale Sanyō | Linea principale Sanyō |
| -------------------------------- | ---------------------- | ---------------------- |
| Aki-Nakano                       | Locale                 | Mukainada              |
| Hachihommatsu                    | Rapido Tsūkin Liner    | Hiroshima              |
| Linea Kure                       |                        |                        |
| Yano                             | Locale                 | Mukainada              |
| Yano                             | Rapido Aki Liner       | Hiroshima              |
| Il rapido Tsūkin Liner non ferma |                        |                        |